# Marija Aleksandrovna Spiridonova
Marija Aleksandrovna Spiridonova (in russo Мария Александровна Спиридонова?; Tambov, 16 ottobre 1884 – Orël, nei boschi detti Medvedevskij les, 11 settembre 1941) è stata una rivoluzionaria russa di ispirazione socialista-populista.
Entrata giovanissima in una squadra di combattimento del Partito dei socialisti rivoluzionari di Tambov, nel 1906 ferì mortalmente, in un attentato, il responsabile della sicurezza di un distretto della provincia, Gavriil Nikolaevič Luženovskij (1871-1906), il quale aveva represso nel sangue gli scioperi agrari dell'anno precedente. Arrestata, subì gravi sevizie da parte delle forze dell'ordine, divenendo una sorta di eroina agli occhi del movimento rivoluzionario, e non solo.
Condannata a morte con sentenza poi commutata nei lavori forzati a vita in Siberia, fu liberata nel 1917 in seguito all'amnistia decretata dopo la rivoluzione di febbraio, e divenne ben presto uno dei capi dei socialisti rivoluzionari di sinistra, l'ala scissionista del partito che si alleò brevemente con i bolscevichi dopo la realizzazione della rivoluzione d'ottobre. Fu, insieme ad Aleksandra Kollontaj, l'unica donna a svolgere un ruolo davvero di primo piano durante la rivoluzione, e fu anche la candidata della sinistra alla presidenza dell'Assemblea costituente, battuta però dal socialista rivoluzionario centrista Viktor Černov.
Dopo la rottura dell'alleanza con i bolscevichi nel 1918, la Spiridonova fu ripetutamente arrestata, imprigionata, brevemente internata in manicomio, inviata in esilio interno ed infine giustiziata sommariamente nel 1941, nella recrudescenza del terrore staliniano seguita all'invasione tedesca, venendo anche sottoposta ad una sorta di damnatio memoriae. Le vicende degli ultimi vent'anni della sua vita si sono potute gradualmente tracciare solo dopo la fine dello stalinismo prima e dell'Unione Sovietica poi. Nella sua monumentale Storia del pensiero socialista, nel 1958, George Douglas Howard Cole era stato costretto ad annotare, con riferimento al periodo successivo al 1920: «Che cosa le accadde in seguito non si sa». Ancora vent'anni dopo, Richard Stites non era in grado di precisare con certezza la data di morte, limitandosi a fornire due diverse ipotesi, 1937 e 1941.

## Biografia

### I primi anni

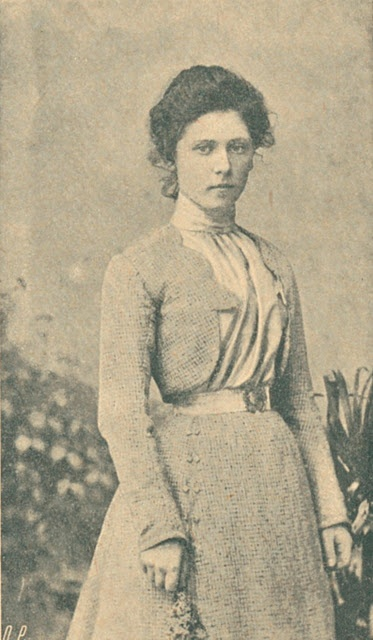
Fotografia giovanile di studio

Marija Aleksandrovna Spiridonova nacque nella città di Tambov, situata 480 km. a sudest di Mosca. Suo padre, Aleksandr Alekseevič, funzionario di banca, faceva parte della piccola nobiltà non ereditaria dell'Impero russo. La madre si chiamava Aleksandra Jakovlevna e si occupava della casa e dei figli: oltre a Marija, due sorelle maggiori, Evgenija e Julija, e un fratello, Nikolaj. La giovane Marija frequentò con profitto il ginnasio cittadino fintantoché la morte del padre e un primo accesso di tubercolosi non la costrinsero a lasciare tale scuola; in seguito fu in grado di studiare per qualche tempo da dentista a Mosca.
Rientrata a Tambov accettò un'occupazione come impiegata offertale dalla locale Assemblea della nobiltà, ma si lasciò coinvolgere dalla passione politica, venendo anche arrestata durante una manifestazione studentesca nel marzo del 1905, cosa che le costò il posto di lavoro. A settembre di quell'anno fece richiesta per essere ammessa ad un corso per assistenti paramedici (fel'dšery), ma la sua domanda fu rigettata per i suoi precedenti politici.
Ella si iscrisse allora, seguendo l'esempio delle due sorelle maggiori, al partito dei socialisti rivoluzionari (detti anche comunemente socialrivoluzionari, SR o esser), un'organizzazione politica a base contadina che si muoveva nel solco tracciato dal populismo russo, divenendone attivista a tempo pieno e legandosi anche sentimentalmente a uno dei leader locali del partito, Vladimir Kazimirovič Vol'skij (1877-1937).
Una delle pratiche politiche che il partito aveva mutuato dal populismo degli ultimi decenni dell'Ottocento era l'esercizio del terrorismo contro esponenti dello stato russo che si fossero macchiati di gravi delitti contro il popolo, e, allo scopo, era stata creata un'«organizzazione di combattimento» (boevaja organizacija), parallela ma formalmente indipendente dal partito, anche valendosi della quale il partito condusse, nel primo decennio del Novecento, una grande campagna di attentati contro ministri e altre personalità pubbliche di rilievo. Marija Spiridonova fece parte di una squadra di combattimento di Tambov e fu una delle centinaia di giovani socialisti, donne e uomini, che parteciparono agli attentati.

### Un'eroina martire
(Dizionario enciclopedico Granat, Volume 41, parte IV, 1926, p. 156)
L'obiettivo assegnato alla Spiridonova, la quale si offrì anzi volontaria, fu individuato in Gavriil Nikolaevič Luženovskij, un nobilotto di Tambov, membro elettivo dello zemstvo di zona (una sorta di consiglio provinciale consultivo) e leader locale dell'Unione del Popolo Russo, organizzazione reazionaria appartenente alla galassia dei Centoneri. Egli era diventato stretto collaboratore del governatore della provincia, Vladimir Fëdorovič von der Launitz (1855-1906), venendo da questi nominato responsabile di pubblica sicurezza del turbolento distretto di Borisoglebsk. I due si erano distinti, insieme al vice di von der Launitz, Bogdanovič, per l'efficacia e la ferocia con cui avevano represso i moti contadini del 1905, ed erano conseguentemente entrati nel mirino dei socialisti rivoluzionari. Bogdanovič fu ucciso per primo nel novembre del 1905, il turno di von der Launitz dovette attendere sino alla fine dell'anno successivo per le difficoltà organizzative emerse per i terroristi a seguito del suo trasferimento a San Pietroburgo, dove era stato promosso governatore. Luženovskij invece diventò oggetto delle attenzioni della Spiridonova agli inizi di quello stesso anno 1906: fu pedinato dalla ragazza per diversi giorni ed alla fine fu affrontato alla stazione di Borisoglebsk il 16 gennaio e colpito con cinque pistolettate. Rimasto gravemente ferito, morì alcune settimane dopo, il 10 di febbraio.
La Spiridonova, che era travestita da studentessa liceale, non avendo possibilità di fuga, cercò di volgere la pistola contro sé stessa, ma venne immobilizzata, brutalizzata e arrestata dalla guardia cosacca di Luženovskij. Venne quindi tradotta alla locale stazione di polizia dove fu denudata, perquisita e sottoposta al ludibrio dei suoi carcerieri, e quindi, per oltre mezza giornata, interrogata e torturata da due ufficiali, P.F. Avramov, della guardia, e T.S. Ždanov, della polizia locale. La notte fu trasportata a Tambov in treno e sottoposta, durante il viaggio, ad ulteriori maltrattamenti e a molestie sessuali, se non a un vero e proprio stupro, da parte di Abramov.

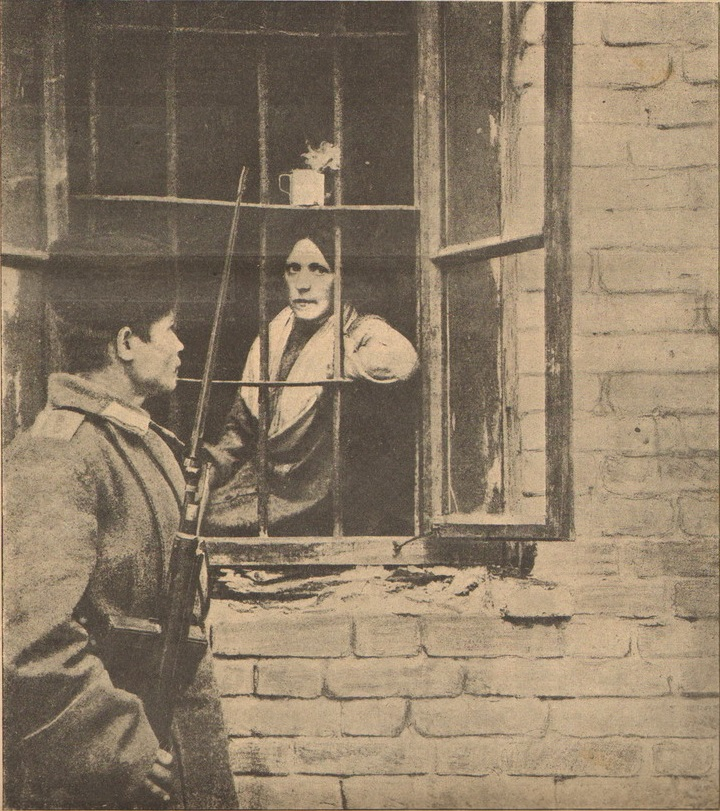
In prigione a Tambov

La cosa avrebbe potuto rimanere confinata nella cronaca della provincia russa, in cui gli attentati erano all'epoca praticamente quotidiani, se la Spiridonova non fosse riuscita a far pubblicare, il 12 febbraio, sul giornale liberale di San Pietroburgo «Rus'» una lettera, molto ben costruita, in cui la giovane narrava dell'infame trattamento ricevuto, riportando anche delle minacce di stupro collettivo che le erano state indirizzate ed alludendo forse, velatamente, alla possibilità che lo stesso si fosse poi tradotto effettivamente in realtà.
L'effetto della lettera della Spiridonova fu clamoroso. L'opinione pubblica progressista in Russia aveva già mostrato in passato la tendenza a guardare con occhio comprensivo all'attività dei terroristi, vista come una naturale reazione nei confronti delle infamie commesse dall'autocrazia: l'esempio più famoso di questo atteggiamento era stata nel 1878 l'assoluzione, da parte di una giuria popolare, della populista Vera Zasulič, rea confessa del tentativo di assassinare il generale Trepov. All'epoca della Spiridonova, il neocostituito Partito dei Cadetti, l'ala sinistra del liberalismo russo, che si accingeva a riportare un grosso successo nelle elezioni per la Duma del marzo 1906, flirtava apertamente con il terrorismo dei socialisti rivoluzionari, inteso sia come una forma di lotta altrui in qualche modo giustificata, sia come uno strumento di pressione e di minaccia da usare nei confronti dell'autocrazia. Un'eloquente vignetta pubblicata nel 1905 ironizzava nei confronti di questo atteggiamento mostrando un liberale prostrato davanti allo zar mentre suggeriva: «Maestà, conceda la costituzione, sennò i socialrivoluzionari sparano!». Fatto si è che la lettera della Spiridonova fu presto ripresa da altri giornali; un inviato di «Rus'», Vsevolod A. Vladimirov, condusse un'inchiesta sul campo a Tambov da cui uscirono sette articoli alquanto sensazionalistici in cui lo stupro era dato per avvenuto (e dai quali la Spiridonova peraltro si dissociò); gli articoli furono subito raccolti in volumetto con sei immagini della rivoluzionaria; la stampa liberale fu sommersa dalle lettere di indignazione contro l'oltraggio arrecato ad una donna, giovane, bella, da ritenersi per principio illibata e, per di più, dal bel cognome autenticamente russo (e non come quelli di tante altre sue compagne appartenenti a minoranze nazionali, od ebree).
L'11 marzo, comunque, la Spiridonova fu processata da una corte marziale e condannata a morte per impiccagione, ma il tribunale medesimo raccomandò che la condanna fosse commutata nei lavori forzati a vita, in ragione delle circostanze attenuanti; cosa che fu concessa il 20 dello stesso mese, "tenuto conto della sua malattia incurabile, la tubercolosi polmonare". La commutazione della pena non era stata in alcun modo richiesta o auspicata dalla Spiridonova, nella cui visione morale del terrorismo, comune alla gran parte dei suoi compagni dell'epoca, la propria morte costituiva il contrappasso desiderabile, ideale, a fronte della spaventosa decisione assunta, di togliere la vita ad altri.

Il moto di opinione pubblica intanto continuò a rafforzarsi e, quando il 2 aprile l'aguzzino Abramov fu ucciso da un attentatore rimasto sconosciuto, una nuova ondata di critiche investì le autorità: non avendo sottoposto a giudizio l'ufficiale, lo avevano praticamente lasciato alla giustizia sommaria dei terroristi. L'8 aprile le autorità resero pubblici i risultati dell'indagine tempestivamente ordinata dopo le accuse della Spiridonova, ma poi tenuti inspiegabilmente nel cassetto. Il rapporto ammetteva maltrattamenti fisici e verbali nei confronti della prigioniera, ma negava la parte più infamante delle accuse. Data la tendenza ormai dominante dell'opinione pubblica, al rapporto non fu dato credito perché sospettato di voler soltanto mettere a tacere lo scandalo. Il risultato finale delle vicende seguite all'attentato a Luženovskij fu comunque la mitizzazione come eroina-martire e, quasi, la santificazione della figura della Spiridonova come una sorta di Vergine delle plebi rurali angariate. Se non sorprende che ella potesse essere nel cuore dei miseri contadini di Tambov per averli liberati da un aguzzino, ora però la Spiridonova 
(Boniece 2010², p. 129.)
E un vero e proprio culto si diffuse per la Russia: i contadini di Tambov offrivano preghiere per la sua salute, una famiglia contadina della provincia di Voronež teneva appeso in casa un suo ritratto inquadrato in una cornice da icona, «È una santa - confessava un marinaio, - io la prego sempre». Si arrivò anche a manifestazioni di fanatismo, come il suicidio di uno studente sedicenne di Kiev alla notizia della condanna della donna, di cui si era «follemente» innamorato leggendo di lei sulla stampa.
Anche in Occidente, del resto, il caso Spiridonova non passò affatto inosservato. Nella sua introduzione alla biografia della rivoluzionaria pubblicata nel 1935, il giornalista Henry Woodd Nevinson (1856-1941), ad esempio, ricorda una notevole partecipazione emotiva a Londra, con una grande manifestazione tenutasi in Trafalgar Square il 14 luglio 1907, su iniziativa della Society of Friends of Russian Freedom, e la successiva raccolta di un cospicuo fondo destinato a finanziare la sua possibile fuga dalla prigionia.

### Prigionia in Siberia
Quantunque ancora molto sofferente per la tubercolosi (per tutto il tempo del processo aveva continuato a tossire in un fazzoletto tutto insanguinato), il 19 maggio la Spiridonova venne tradotta a Mosca e rinchiusa, in transito, nella famigerata prigione di Butyrka, dove fu riunita con altre cinque socialrivoluzionarie che erano state condannate ai lavori forzati per atti terroristici compiuti nel periodo immediatamente precedente al suo.

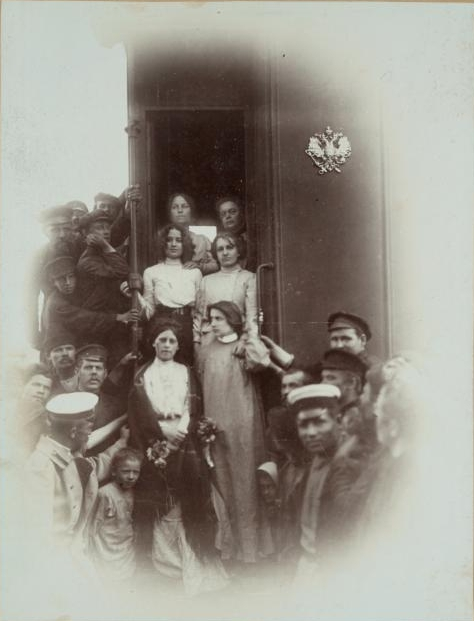
Il "sestetto" (šestërka) fotografato a Omsk durante la trionfale traduzione alla Nerčinskaja katorga. Dal basso e da sinistra: Spiridonova, Škol'nik, Fialka, Izmajlovič, Bicenko, Ezerskaja. L'ufficiale in divisa, con berretto bianco, sulla sin., fu radiato dai ranghi in seguito all'episodio.

Il "sestetto" (šestërka), come il gruppo di rivoluzionarie venne chiamato, era destinato, per l'esecuzione delle sentenze, al complesso di colonie penali detto Nerčinskaja katorga, situato nell'ampia zona del distretto minerario di Nerčinsk nella Transbaikalia (la regione ad est del lago Bajkal), nelle immediate vicinanze del confine cinese. La traduzione al luogo di pena fu effettuata in treno, con partenza il 21 giugno, e ci volle un mese intero per arrivare a destinazione, ma il viaggio si trasformò in una vera marcia trionfale, che mostrava il livello raggiunto dal mito Spiridonova. «Folle di operai, di contadini e di cittadini più abbienti si accalcavano al treno ad ogni fermata, e questo sia secondo i rapporti di polizia, sia secondo i ricordi di Aleksandra Izmajlovič», una delle componenti del "Sestetto". Tra una fermata e l'altra, Marija Aleksandrovna giaceva esausta e febbricitante, tossendo sangue, ma poi, quando la gente si assiepava d'intorno al vagone, si alzava immancabilmente, si affacciava al finestrino, parlava affabilmente e discuteva con tutti, spiegava i programmi dei socialisti rivoluzionari. Insomma, avrebbe commentato la Izmajlovič:
(Aleksandra Adol'fovna Izmajlovič, Iz prošlogo, in Oner V. Budnitskij (a cura di), Ženščiny-terroristki v Rossii, Rostov, Feniks, 1996, pp. 400-416, ISBN 978-5858801870)
Le prigioniere furono internate prima nella colonia di Akatuj, poi in quella femminile di Mal'cev. Il regime che trovarono ad Akatuj era tutt'altro che terribile, più simile a una sorta di esilio o confino, che non a un vero e proprio carcere: secondo la testimonianza della stessa Spiridonova, riportata da Anna Geifman, le prigioniere vivevano in uno stato di quasi completa libertà e potevano andare in giro nei boschi per tutta la giornata, ed anche soggiornare al villaggio con i propri familiari. Dovevano semplicemente «fare una comparsa alla prigione giusto per farsi vedere».

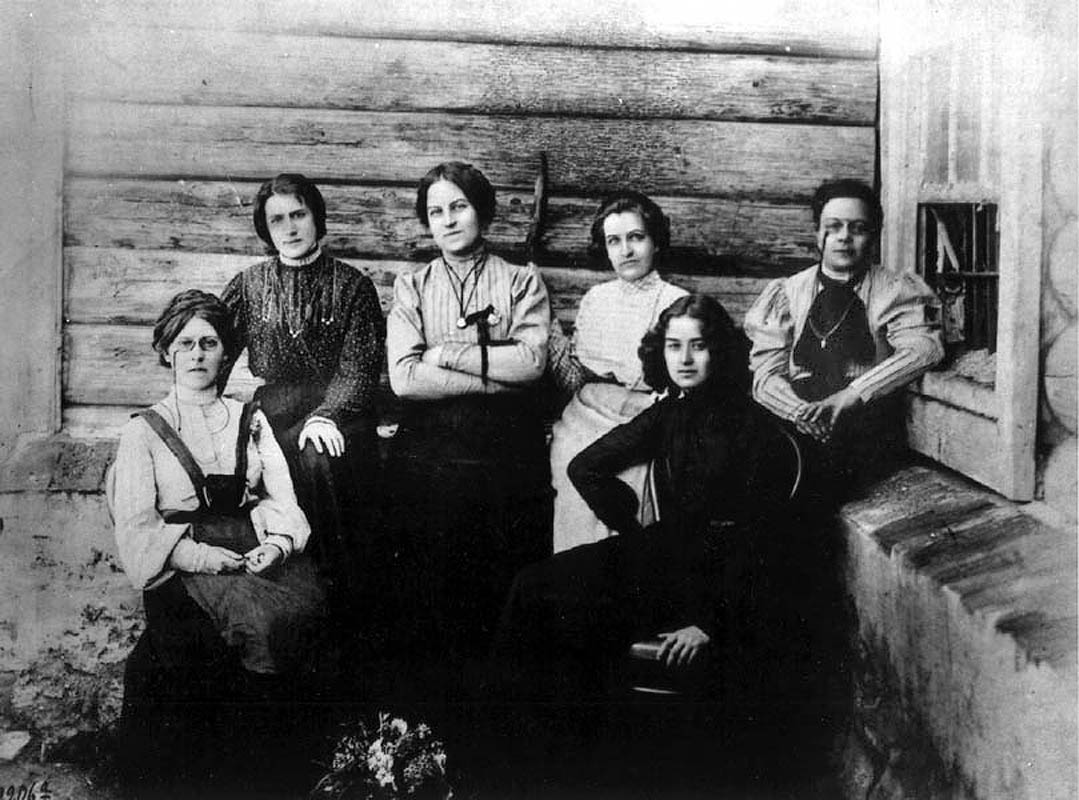
Il "sestetto" (šestërka) a Akatuj.Nell'ordine: Spiridonova, Škol'nik, Bicenko, Izmajlovič, Fialka, Ezerskaja.

La situazione però cambiò notevolmente all'inizio del 1907, quando, probabilmente in connessione con il definitivo esaurirsi dei moti rivoluzionari del 1905/1906, vennero emanate nuove disposizione per l'inasprimento delle condizioni di detenzione dei prigionieri politici e furono tra l'altro nominati nuovi governatori della Nerčinskaja katorga nel suo complesso e in particolare della colonia di Akatuj. Nel quadro della nuova politica, la colonia di Mal'cev fu trasformata in carcere femminile e alla fine di febbraio fu ordinato l'immediato trasferimento in esso delle detenute, trasferimento che venne realizzato in pieno inverno nonostante le gravissime condizioni di salute della Spiridonova e di una compagna, certificate dai medici stessi della katorga, e il rifiuto ad eseguire l'ordine da parte del nuovo direttore di Akatuj.
Le condizioni di vita, comunque, non si rivelarono delle peggiori neppure nella nuova sistemazione. Secondo W. Bruce Lincoln, il regime carcerario negli istituti zaristi negli anni precedenti alla prima guerra mondiale dipendeva in gran parte dalle attitudini dei vari comandanti nell'applicare i regolamenti e «Mal'cev fu una rara eccezione ai regimi di punizione e maltrattamento che i "politici" dovettero sopportare altrove», dove «botte, frustate e isolamento in celle buie e gelate continuavano ad essere moneta corrente.» A Mal'cev, per le prigioniere «non c'era lavoro obbligatorio, ma solo forzato isolamento dal mondo esterno, nel quale ogni giorno era simile al successivo e simile a quello che lo aveva preceduto», e le "politiche" avevano formato una vera e propria comune, nella quale condividevano i pochi beni a loro disposizione e i pacchi che ricevevano dall'esterno, e si dedicavano soprattutto alla propria istruzione, utilizzando i libri che riuscivano a trovare e l'aiuto fraterno di quelle che ne sapevano di più sui vari argomenti.

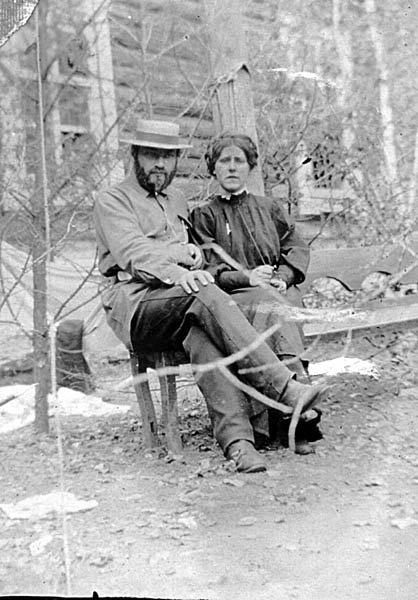
Ad Akatuj con Grigorij Andreevič Geršuni (1870-1908), fondatore e capo dell'«organizzazione di combattimento» degli SR

A Mal'cev, nel 1908, al "sestetto" si aggiunse anche, tra le altre prigioniere, una giovane ucraina, Irina Konstantinovna Kachovskaja (1887-1960), pronipote del decabrista Pëtr Grigor'evič Kachovskij che era stato impiccato nel 1826 per aver pugnalato a morte il governatore di San Pietroburgo. Dopo un breve inizio tra i bolscevichi, la Kachovskaja aveva aderito ai massimalisti, la frazione di estrema sinistra dei socialisti rivoluzionari espulsa dal partito nel 1906, ed era stata condannata per attività sovversiva in un gruppo di combattimento.
La Kachovskaja e la Izmajlovič si legarono alla Spiridonova di un rapporto profondo di sorellanza politica e di affetto personale che sarebbe durato per tutto il resto della vita di ciascuna di loro, e, nel caso della Kachovskaja, anche dopo la morte delle altre due. È stato solo per merito dell'incrollabile coraggio e della pertinacia di quest'ultima se non è andato perso per sempre il ricordo delle vicende umane degli ultimi anni delle sue compagne, grazie alle Note e Dichiarazioni che nel 1959, a settantadue anni, si ostinò a voler inoltrare al Comitato Centrale del PCUS, al Consiglio dei Ministri e all'ufficio del Procuratore Generale, con l'unico scopo, quale ultima sopravvissuta, di mantenere vivo quel ricordo.
Nell'ambito di uno dei periodici tentativi di stringere le maglie della carcerazione dei "politici", nel mese di maggio 1911 la Spiridonova ed altre ventisette prigioniere furono di nuovo trasferite nella colonia penale di Akatuj: in occasione del trasferimento era stato organizzato un piano per la sua fuga che però non poté essere portato a termine, e, a una quindicina di chilometri dall'arrivo, lei dovette disfarsi della pistola che si era procurata allo scopo. Le condizioni di vita nella nuova colonia penale si rivelarono nettamente peggiori di quelle di cui avevano goduto a Mal'cev, e, a fronte dei privilegi che avevano perduto, fu ora loro richiesto di lavorare all'interno di una legatoria. Il lavoro manuale contribuì però a migliorare la loro situazione psicologica, anche se alla lunga in alcune di loro cominciarono ad apparire segnali di scoraggiamento e di cedimento nei confronti dell'oppressione zarista, segnali che furono da un lato compresi, ma certamente non approvati né incoraggiati dalla Spiridonova che esercitava un ruolo di leadership morale all'interno del gruppo.
A Mal'cev e ad Akatuj fu anche internata per qualche tempo la futura attentatrice di Lenin, Fanja Kaplan, la quale, nell'interrogatorio subito da parte della Čeka dopo l'attentato, testimoniò di essere stata convertita dall'anarchismo al socialismo ad opera delle sue compagne di prigionia, facendo in particolare il nome della Spiridonova e di un'altra delle componenti del "Sestetto", Anastasija Alekseevna Bicenko.

### Rivoluzione di febbraio e liberazione
Dopo la rivoluzione di febbraio del 1917, la Spiridonova fu rilasciata a seguito dell'amnistia generale proclamata dal nuovo governo provvisorio e, insieme alle altre nove prigioniere presenti a Mal'cev, ebbe la possibilità di raggiungere Čita, la capitale della Transbaikalia, dove trovò ad attenderla Irina Kachovskaja che si trovava ivi confinata dopo essere stata liberata nel 1914. Qui rimase per più di due mesi collaborando all'accoglienza degli ex deportati che arrivavano da tutti gli stabilimenti penali del circondario e alla fondazione della sezione locale dei socialrivoluzionari, in una città dove predominavano invece i socialdemocratici.
Nel mese di maggio si mise in viaggio alla volta di Mosca, ripercorrendo a ritroso il trionfale viaggio di undici anni prima, questa volta in compagnia della Kachovskaja, della Izmajlovič, della Bicenko e di Nadežda Andreevna Terent'eva (1881-dopo il 1934), altra loro compagna di prigionia, che proveniva, come la prima, del gruppuscolo dei massimalisti SR, ma che era evidentemente anch'ella rientrata, come la Kachovskaja, nella casa madre del Partito dei socialisti rivoluzionari. Le cinque ex-carcerate erano delegate al terzo congresso nazionale di tale partito e furono salutate, al loro arrivo, dalle ovazioni dei partecipanti, schierandosi peraltro immediatamente con l'ala di estrema sinistra: nessuna di loro, però, neppure la Spiridonova, l'elemento senza dubbio di maggior spicco, risultò alla fine eletta nel nuovo comitato centrale a causa della debolezza numerica della sinistra. Nonostante la fermezza di carattere di cui tutte avevano dato abbondanti dimostrazioni – la Terent'eva, ad esempio, dopo il rilascio dalla katorga, non aveva esitato ad affrontare, quasi da sola, una folla inferocita allo scopo di salvare dal linciaggio uno dei peggiori loro ex-aguzzini – le altre quattro furono ben presto ridotte ad un umile lavoro dietro le quinte, all'epoca percepito come più connaturato alla loro condizione di donne, e la Spiridonova soltanto fu in grado di diventare una personalità di primissimo piano: l'unica a poter essere messa alla pari con l'altra grande figura femminile del biennio 1917-1918, anch'essa agitatrice piuttosto che leader politica, la bolscevica Aleksandra Kollontaj, alla quale fu anche significativamente accomunata da acrimoniose accuse di dissennato estremismo, di isterismo e di condotta sessuale spregiudicata.
Alla fine del congresso del partito socialrivoluzionario, la Spiridonova si trasferì a Pietrogrado, dove lavorò nel quadro della locale sezione del partito (che era già in mano alla sinistra), distinguendosi nell'azione di propaganda e nell'attività all'interno delle organizzazioni sovietiche in formazione. Fu membro del Soviet di Pietrogrado; era già stata eletta da un'unità militare, diverse settimane prima del ritorno dalla Siberia, nel Comitato Esecutivo dei soviet contadini; fu poi anche cooptata, malgrado le sue posizioni estremistiche, nella presidenza collegiale dello stesso, entrambi all'epoca saldamente controllati dalle correnti più moderate del suo partito. Nelle giornate di luglio appoggiò fermamente le richieste di passaggio di tutto il potere ai soviet avanzate dai rivoltosi.
Dopo la sconfitta dei moti, si distinse in particolare per la sua veemente opposizione di principio al ripristino della pena di morte disposto dal governo provvisorio nei confronti dei soldati disertori, opposizione che trovò espressione in una serie di articoli pubblicati sulla rivista «Nas put» (Il nostro cammino), della quale era redattrice e che diffondeva le tesi dei socialrivoluzionari di sinistra. Tali articoli contribuirono probabilmente a favorire lo spostamento crescente delle simpatie dei soldati dal vecchio Partito socialrivoluzionario alla sua frazione di sinistra e ai bolscevichi. L'assoluta ripulsa per questo strumento di pena rimarrà comunque sempre un punto fermo nelle convinzioni più profonde della Spiridonova, apparentemente in contrasto con le sue attività terroristiche, certo non rispettose della vita umana. Ancora nel 1937, dopo oltre un quindicennio di assenza dalla scena pubblica, l'unica istanza politica di carattere generale che si sentirà in dovere di sollevare di fronte alle autorità comuniste nel corso dell'ultimo processo, sarà proprio quella della necessità imprescindibile dell'abolizione della pena di morte (cfr.  infra, paragrafo: Contro la pena di morte: l'«ultimo testamento»).
Dopo il fallito golpe di Kornilov, partecipò, in rappresentanza del Comitato Esecutivo dei soviet contadini, alla Conferenza Democratica e poi al cosiddetto Preparlamento ("Consiglio di stato") che di essa fu il prodotto, e attaccò sempre più vivacemente il governo provvisorio e la politica della direzione del Partito socialrivoluzionario favorevole ad alleanze che comprendessero anche il "borghese" Partito dei cadetti.

### Rivoluzione d'ottobre e SR di sinistra
I socialrivoluzionari di sinistra, ancora formalmente non usciti dal Partito Socialista Rivoluzionario, non parteciparono direttamente, in quanto autonoma organizzazione, ai preparativi per la cosiddetta rivoluzione d'ottobre, ma la salutarono con assoluto favore, determinando così la rottura definitiva con il resto del Partito. Essi erano ben consapevoli della mentalità tutt'altro che romantica e umanitaria dei bolscevichi, ma speravano di riuscire in qualche modo a condizionarli. «Siamo sulle soglie di un tremendo sconvolgimento sociale - disse la Spiridonova al primo congresso del nuovo partito. - Dovremo sperimentare molte cose che non si possono prevedere, È questo il punto di vista da cui dobbiamo partire per il nostro approccio ai bolscevichi. Per quanto estraneo ci risulti il loro comportamento brutale, noi manterremo uno stretto rapporto con loro perché le masse ... li seguono.»
Personalmente, fra l'altro, la Spiridonova era stata coinvolta, nel mese precedente il colpo di Stato dei bolscevichi, nello scandalo determinato dall'accusa che un suo stretto collaboratore (e, si disse maliziosamente, suo amante), Pëtr Petrovic Dekonskij, fosse stato membro dell'Okhrana, la polizia zarista, ed aveva lasciato Pietrogrado per raccogliere nel sud della Russia la documentazione finalizzata a scagionarlo. Si era però così fatta trovare assente dalla scena nel momento culminante del dramma. Rientrò nella capitale solo all'indomani dei fatti per partecipare alla riunione del secondo Congresso panrusso dei soviet dei deputati degli operai e dei soldati che diede la copertura politica al colpo di Stato dei bolscevichi. Membro della presidenza poté patrocinare la decisione di ripristino dell'abolizione della pena di morte anche nei confronti dei disertori. Subito dopo la fine del congresso si recò di nuovo nel sud.
Il rifiuto di abbandonare il II Congresso dei soviet determinò la rottura definitiva dei socialrivoluzionari di sinistra con il loro vecchio partito e li indusse a convocare in fretta e furia il loro primo congresso, che si tenne verso la fine del mese e che ovviamente elesse la Spiridonova nel nuovo comitato centrale, seconda classificata come numero di voti alla pari con Boris Davídovič Kamkov (1885–1938), il principale leader politico (così come lei era la prima agitatrice), e dopo il padre nobile del partito, il vecchio Marc Andreevič Natanson (1851-1919), che aveva quasi cinquant'anni di lotte populiste alle spalle e che era stato tra i fondatori della seconda Zemlja i Volja, nel 1876, e poi del Partito Socialista Rivoluzionario, nel 1901. Nominata presidente onoraria del congresso, poté peraltro partecipare appena ai lavori perché occupata nelle contemporanee riunioni delle assise contadine.

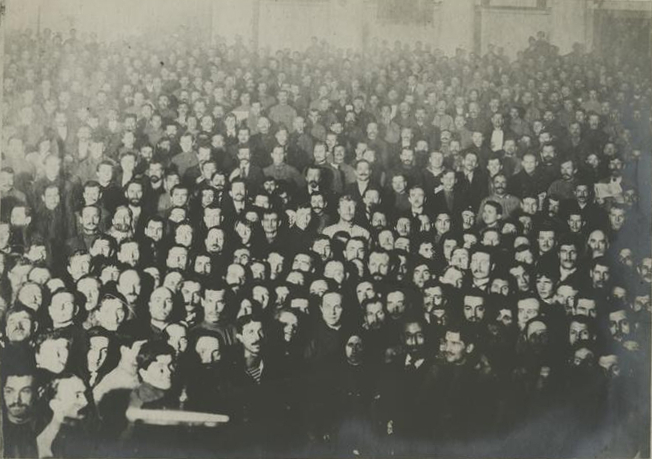
Apertura dell'Assemblea Costituente 5 gennaio 1918.
La figura minuta della Spiridonova, in prima fila, ma in penombra (in questa edizione della foto), quasi scompare nella massa maschile dei deputati SR di sinistra che le fanno contorno.

Il 26 di novembre, infatti, si era riunita a Pietrogrado, in un salone della Duma, una conferenza di soviet contadini, presto trasformata in secondo Congresso dei Deputati dei Contadini, del quale la Spiridonova fu eletta presidente anche con il concorso conciliatorio dei socialrivoluzionari di centro-destra e nel quale le rappresentanze contrapposte dell'estrema sinistra e dei partiti socialisti moderati praticamente si equivalevano, anche grazie alla forzatura realizzata con l'aggiunta di quasi trecento delegati dei soldati della zona di Pietrogrado ai circa cinquecento rappresentanti genuini dei soviet contadini. Dopo tafferugli e intemperanze durati alcuni giorni e in qualche modo coperti dalla presidenza dell'assemblea, i delegati dei socialrivoluzionari di centro-destra e dei loro alleati si videro costretti ad abbandonare la sala al canto della Marsigliese per riunirsi in altra sede, mentre il troncone dell'assemblea presieduto dalla Spiridonova, l'8 dicembre, decise di fondere l'organizzazione dei soviet contadini con quella dei soviet degli operai e dei soldati: il Comitato Esecutivo Centrale Panrusso dei Soviet (CEC), già saldamente in mano dei bolscevichi, fu pertanto allargato con la nomina di un certo numero di componenti aggiuntivi in rappresentanza dei contadini.
Nel frattempo si era anche posto il problema della composizione del governo e la «Spiridonova fu tra i principali SR di sinistra a puntare a un governo sovietico rappresentativo di tutti i partiti socialisti del Soviet», ma, quando questa prospettiva si rivelò impraticabile, appoggiò decisamente il breve governo di coalizione tra socialrivoluzionari di sinistra e bolscevichi, che vide la luce nel mese di dicembre.
Nel gennaio del 1918 venne finalmente al pettine anche il nodo dell'Assemblea Costituente, le cui elezioni, richieste a gran voce dall'estrema sinistra, erano state indette all'epoca dei governi provvisori e si erano poi svolte in concomitanza con gli eventi rivoluzionari del novembre. La Spiridonova risultò tra i deputati eletti e i bolscevichi decisero di sostenere la sua candidatura alla presidenza dell'assemblea, sperando «che la sua particolare reputazione tra i deputati contadini potesse controbilanciare la notevole maggioranza di cui godevano gli SR. Ma non fu evidentemente così.» Fu invece il leader socialrivoluzionario centrista Viktor Černov ad essere eletto presidente e, poco dopo, l'estrema sinistra abbandonò l'assemblea, la quale riuscì comunque a continuare i lavori per tutta la nottata. Dopodiché i deputati furono lasciati liberi di tornare a casa, ma non fu loro concesso di riunirsi mai più: in quanto strumento di democrazia borghese, nella notte successiva l'Assemblea Costituente fu definitivamente soppressa dal Comitato Esecutivo Centrale dei Soviet.
Dopo l'ingresso dei rappresentanti contadini nel Comitato Esecutivo Centrale dei soviet la Spiridonova fu posta a capo di una sezione per gli affari contadini, posizione che mantenne fino al quinto Congresso Panrusso, divenendo la principale responsabile della politica agraria nei primi mesi dello stato sovietico, ed in particolare dei decreti sulla socializzazione della terra approvati tra il gennaio e il febbraio 1918 sulla scorta del programma dei socialisti rivoluzionari di sinistra.

### La rottura con i bolscevichi
I rapporti tra bolscevichi e socialrivoluzionari di sinistra si rivelarono però ben presto assai critici e giunsero ad un punto di durissimo scontro a proposito delle trattative separate di pace con gli Imperi Centrali e i loro alleati, soprattutto in relazione alle durissime condizioni imposte alla repubblica sovietica. In effetti, la Spiridonova era stata tra i pochissimi capi socialrivoluzionari di sinistra a mostrar di condividere con Lenin l'esigenza assoluta di far uscire immediatamente il paese dalla guerra. Potrà essere stato un caso, ma della delegazione incaricata della trattative di pace era stata chiamata a far parte, in rappresentanza dei socialrivoluzionari di sinistra (ed anche del genere femminile!), per poi restarvi fino alla fine, Anastasija Alekseevna Bicenko, una delle componenti del "Sestetto", peraltro, a detta di Amy Knight, quella del gruppo che era in generale meno in sintonia con la Spiridonova. Contro gli sviluppi delle trattative l'opposizione della maggioranza dei socialrivoluzionari di sinistra divenne però particolarmente virulenta.
(Cole, IV1: 1914-1931. Comunismo e socialdemocrazia, p. 217.)
La posizione dei socialrivoluzionari di sinistra era tutt'altro che isolata, venendo sostanzialmente condivisa da una corrente dei bolscevichi, i cosiddetti "comunisti di sinistra", guidati da Bucharin e dalla Kollontai. Quest'ultima, anzi, che era ministro per l'assistenza sociale, si dimise dal Consiglio dei commissari del popolo già nel mese di febbraio, e i ministri socialrivoluzionari la seguirono a marzo, dopo che il quarto Congresso Panrusso dei soviet ebbe proceduto alla ratifica del trattato di pace di Brest-Litovsk, nel frattempo sottoscritto fra le parti.

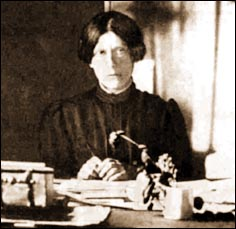
Dirigente socialrivoluzionaria

Per tutti i primi mesi del 1918, la Spiridonova si venne dunque a trovare in una posizione, per lei insolita, di minoranza di destra all'interno del Partito: interessata in maniera assolutamente preponderante alla questione della socializzazione della terra, tendeva ad opporsi a quelle prese di posizione che rischiassero di mettere a repentaglio la collaborazione con i bolscevichi, e quindi la realizzazione della socializzazione stessa, che stava avvenendo sotto la sua supervisione come responsabile della sezione contadina del CEC. Nella sua posizione di minoranza la Spiridonova fu però ben attenta a mantenere sempre la disciplina di partito. Al già citato quarto Congresso Panrusso dei soviet, tenutosi alla metà di marzo, la Spiridonova fu eletta nella presidenza collegiale, ma tenne una posizione defilata, lasciando agli altri compagni di partito il compito di esporre le tesi della maggioranza contro la ratifica del trattato di pace. Coerentemente, in sede di Comitato Esecutivo Centrale, espresse un voto sfavorevole al trattato, unitamente agli altri membri provenienti dal suo partito. Nel successivo dibattito interno subito dopo la fine del congresso, fu ovviamente contraria all'abbandono del governo da parte dei ministri socialrivoluzionari di sinistra, e fece poi conseguentemente parte della minoranza che, al secondo congresso del partito, nel mese di aprile, sostenne la necessità di rientrare al governo con i bolscevichi e di cambiare atteggiamento nei confronti del trattato di pace, ma fu di nuovo sconfitta.
Ciò che probabilmente determinò un radicale cambiamento di atteggiamento della Spiridonova e contribuì all'ulteriore radicalizzazione della posizione del partito, fu l'inizio da parte del governo sovietico della politica delle requisizioni (prodrazvërstka) nelle campagne. Le difficoltà ordinarie di approvvigionamento di generi alimentari nelle città si erano acuite per le conseguenze della pace di Brest-Litovsk, in particolare per il fatto che essa aveva riconosciuto l'indipendenza dell'Ucraina, granaio della Russia, che era stata quindi occupata militarmente dagli Austro-tedeschi. Il governo aveva deciso pertanto di sguinzagliare brigate rivoluzionarie nelle campagne allo scopo di impadronirsi di tutti i prodotti che trovavano, commettendo soprusi e violenze, e destando le vive proteste dei contadini che sommergevano con le loro lagnanze la commissione del CEC guidata dalla Spiridonova, commissione che, del resto, già da qualche settimana veniva guardata con sospetto dai bolscevichi in quanto centro di potere esulante dal loro controllo. Fu così che, verso la metà di giugno, la Spiridonova decise di abbandonare la sua precedente impostazione politica moderata e si riallineò pienamente con quella del partito.
Alexander Rabinowitch ha così sintetizzato, molto efficacemente, il preludio di quello che avrebbe poi definito, nel suo libro sul primo anno di governo bolscevico, "il suicidio degli SR di sinistra":
(Rabinowitch 1995, pp. 426-427.)
Il pomeriggio del 6 luglio due militanti socialrivoluzionari di sinistra riuscirono a farsi ammettere nell'ambasciata tedesca a Mosca e uccisero l'ambasciatore Wilhelm von Mirbach-Harff (1871-1918). La Spiridonova si assunse subito la responsabilità "politica" dell'attentato a nome del comitato centrale del partito, ma nella lettera scritta dal carcere all'NKVD nel 1937 (cfr. infra), rivendicherà, con orgoglio, per così dire, 'professionale', anche la direzione tecnica dell'attentato. Niente però andò in seguito per il verso sperato dalla dirigenza socialrivoluzionaria. Il governo sovietico riuscì ben presto ad ammansire i tedeschi, che quindi non riaprirono la guerra; i comunisti di sinistra si guardarono bene dall'intervenire in qualsiasi modo e rimasero fedeli alla disciplina di partito; le masse della Germania e dell'Occidente non furono minimamente coinvolte dall'accaduto e non diedero quindi il via alla tanto attesa rivoluzione mondiale. Lenin invece fu prontissimo ad agire: dipinse l'attentato a Mirbach come l'inizio di una sollevazione in armi dei socialrivoluzionari di sinistra contro il potere dei soviet e mobilitò forze militari sufficienti a neutralizzare quelle che subivano l'influenza dei suoi avversari. Quando la Spiridonova, quello stesso pomeriggio, si presentò alla seduta del Congresso panrusso per esporre le ragioni del suo partito, fu trattenuta e rinchiusa per un paio di giorni nel palazzo con i delegati socialrivoluzionari di sinistra; poi fu tradotta in una prigione all'interno del Cremlino. La sezione contadina del CEC fu sciolta e i suoi membri socialrivoluzionari di sinistra arrestati. Un numero mai accertato di militanti del partito, secondo la Spiridonova più di duecento, furono giustiziati: da pochi giorni, con sua somma indignazione, la pena di morte era stata di nuovo ristabilita. Lei fu trattenuta per diversi mesi in carcere e le fu negata anche l'agognata possibilità di usare il processo come una tribuna. Il dibattimento infatti, originariamente fissato per il primo dicembre, fu segretamente anticipato al 27 novembre e svolto quindi a porte chiuse. Si concluse con una condanna ad un anno di prigione: la Spiridonova fu però subito amnistiata per le passate benemerenze rivoluzionarie e liberata l'indomani.
Dal carcere la Spiridonova aveva levato la sua voce contro l'ondata di terrore rosso messa in atto dal governo bolscevico di fronte all'esplosione della guerra civile e per rafforzare il nuovo regime di fatto ormai monopartitico, in particolare dopo gli attentati del 30 agosto che avevano colpito la stessa persona di Lenin (e nei quali non risulta che gli SR di sinistra fossero in alcun modo implicati). La Spiridonova attaccava aspramente l'immorale ferocia dei bolscevichi che aveva macchiato il nome del socialismo, e contestava, in particolare, la legittimità ideale e politica di qualsiasi collegamento tra il terrore di massa dei bolscevichi e la tradizione terroristica, romantica e etica, del populismo russo:
(Marija Aleksandrovna Spiridonova, lettera aperta al Comitato Esecutivo bolscevico del novembre 1918)
Uscita di prigione riprese con lena l'attività politica cercando di rianimare le forze ormai calanti del suo partito, che aveva subito, dopo l'attentato a Mirbach, due scissioni da parte delle ali pro-bolsceviche, tra cui quella dei "comunisti rivoluzionari" guidati dal vecchio Natanson, e che sperimentava anche un travaso diretto di forze verso il partito di Lenin. Dopo solo due settimane Feliks Ėdmundovič Dzeržinskij, il vecchio compagno di lotta di Rosa Luxemburg diventato ora capo della Čeka, la polizia segreta del regime, avanzò il sospetto che la Spiridonova potesse stare cospirando per attentare alla vita di Lenin e dispose che «quest'isterica fosse tenuta sotto stretto controllo». Puntualmente il 22 gennaio 1919, nell'anniversario della domenica di sangue del 1905, dopo un discorso particolarmente infiammato, la Spiridonova venne nuovamente arrestata e di nuovo sottoposta a processo. Questa volta il dibattimento si svolse in sua assenza e con l'unica testimonianza a carico portata addirittura da Bucharin, il quale la dipinse sostanzialmente come un'isterica malata di mente, pericolosa per la società (stigma che continuò per decenni ad aleggiare su di lei). Alla fine di febbraio fu trovata colpevole di diffamazione contro il potere sovietico e i suoi capi, e quindi di oggettivo favoreggiamento della controrivoluzione, e venne condannata ad un anno di internamento in casa di cura. Secondo Steinberg, alla lettura della sentenza era presente la sua vecchia compagna della Siberia, Irina Kachovskaja, appena liberata dalla prigionia tedesca a Kiev, dove aveva organizzato il riuscito attentato alla vita di Hermann von Eichhorn, governatore militare dell'Ucraina occupata.
Malgrado il tenore della sentenza e le sue ormai costituzionalmente deboli condizioni di salute, invece che in una casa di cura la Spiridonova venne però rinchiusa in uno "stretto buco" di cella ricavato in una caserma del Cremlino, dove ben presto si ammalò. Il 9 aprile fu liberata da una squadra di socialrivoluzionari di sinistra, grazie alla complicità di uno dei suoi guardiani, il giovane N. Malakhov, che era stato conquistato dal suo esempio e dalla sua parola. Riprese quindi la sua attività politica in clandestinità a Mosca spacciandosi per una contadina di nome Onufrieva. Durante questo periodo riuscì ad incontrarla segretamente e a passare due giorni con lei l'anarchica americana Emma Goldman, la quale rimase sorpresa per la solidità intellettuale, la calma e l'equilibrio dimostrati da questa donna che le avevano descritto come affetta da isteria. Restò in libertà per oltre un anno finché non venne scoperta il 20 ottobre 1920 mentre giaceva a letto ammalata di tifo, e di nuovo arrestata. Questa volta il trattamento riservatole fu apparentemente più umano: la lasciarono inizialmente in regime di carcerazione domiciliare, e quindi la ricoverarono prima in un'infermeria della Čeka, poi in un ospedale psichiatrico. Per garantire la sua assistenza, trasferirono immediatamente dalla prigione di Butyrka Aleksandra Izmajlovič, e consentirono di restarle vicino, almeno per quattro mesi, all'altro leader principale del partito, Boris Kamkov, che era con lei al momento dell'arresto. Quando sembrava ormai che la situazione potesse evolvere verso una possibile liberazione, lo scoppio della rivolta di Kronštadt determinò un nuovo irrigidimento delle autorità sovietiche e quindi un crollo psicologico della Spiridonova che, non riuscendo a sopportare la mancanza di libertà, iniziò uno sciopero della fame che la condusse sull'orlo della morte. Nell'estate del 1921 appelli per la sua liberazione giunsero dal secondo Congresso Internazionale delle Donne Comuniste che si teneva a Mosca, ma pare che Trockij rifiutasse sostenendo che «era ancora troppo pericolosa sia per essere messa in libertà, che per essere autorizzata all'espatrio». Tuttavia, a novembre la rilasciarono, affidandola alla custodia di due suoi compagni di partito, il segretario dell'ufficio centrale degli SR di sinistra "legalitari", Ilja Jurevič Bakkal (1894-dopo 1950), e l'ex-ministro della giustizia (e suo futuro biografo) Isaac Nachman Steinberg (1888–1957), con la condizione che da allora in poi si astenesse da qualsiasi attività politica. «Non c'è alcuna prova - conclude Rabinowitch, - che ella abbia mai violato questa condizione.»

### L'esilio in patria e la morte
Nonostante il suo effettivo ritiro dall'attività politica, la Spiridonova venne di nuovo arrestata il 16 maggio 1923: proprio mentre un gran numero di dirigenti "borghesi" e socialisti moderati erano stati autorizzati o costretti all'espatrio, lei venne accusata "di aver fatto preparativi per fuggire all'estero" e venne condannata a tre anni di confino, poi ripetutamente prolungati. Fino alla fine del decennio, abitò a Kaluga (1923-25), a Samarcanda (1925-28) e a Tashkent (1928-30), costantemente affiancata dalla vecchia compagna Izmajlovič e spesso anche dalla Kachovskaja. In questo periodo, fra l'altro, si sposò con un dirigente socialrivoluzionario di sinistra che condivideva con lei la sorte dell'esilio interno, Il'ja Andreevič Majorov (1890-1941). Verso la fine del 1929 lei e la Izmajlovič furono colpite da febbre tifoide e le loro condizioni, insieme alla pressioni che venivano dall'estero, indussero il governo a trasferirle a Mosca per migliori accertamenti. Qui, i medici riscontrarono un aggravamento della tubercolosi cronica da cui la Spiridonova era affetta e consigliarono per entrambe un periodo di cura in sanatorio a Jalta in Crimea. Il trasferimento fu autorizzato, ma lo stato non si assunse l'onere del trattamento e le due donne furono costrette a dipendere dalla rimesse che dall'estero i compagni esiliati riuscivano con grandi difficoltà a far loro pervenire; cosa che le poneva in una situazione di estremo imbarazzo. Appena possibile la Izmajlovic rientrò a Tashkent, mentre i medici trattennero la Spiridonova a Jalta dove le sue condizioni di salute e di spirito migliorarono sensibilmente.

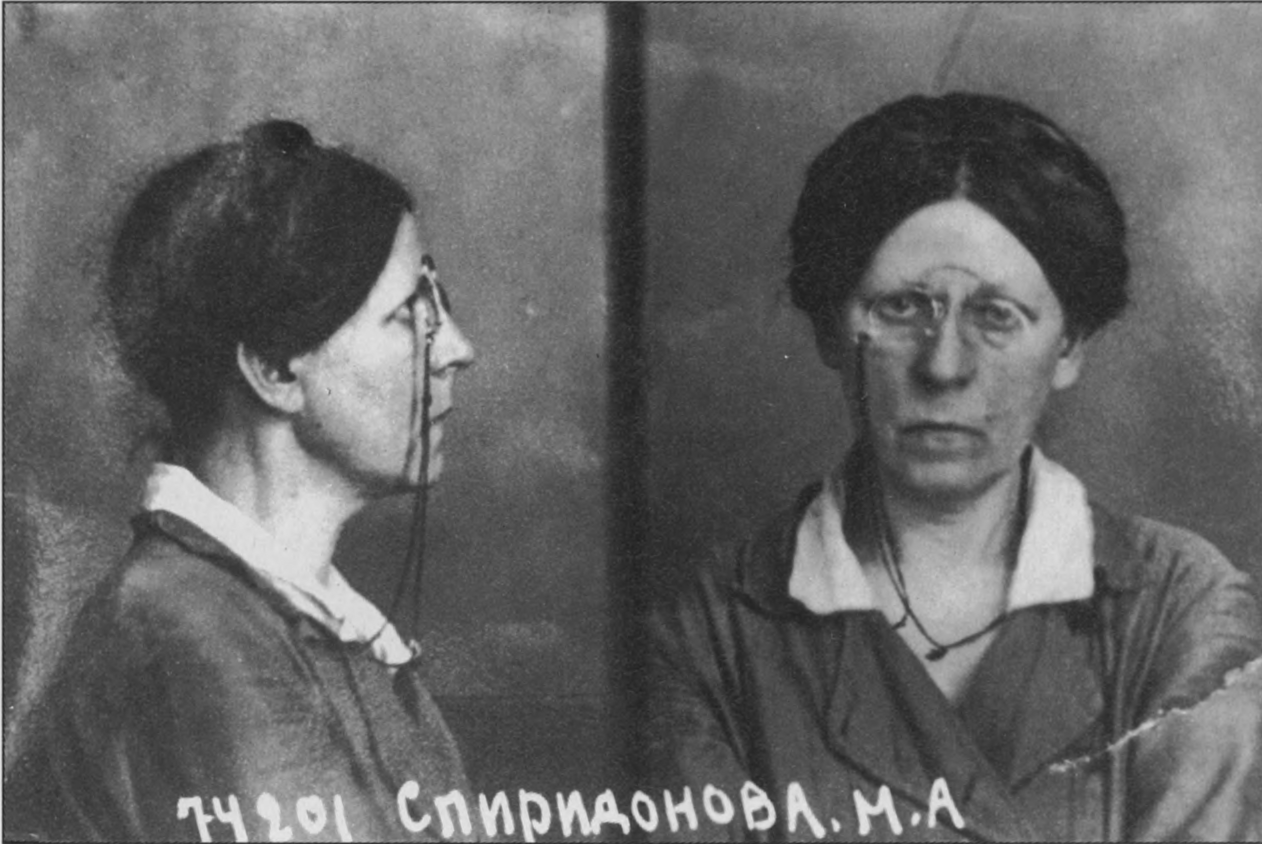
Foto segnaletiche durante la prigionia staliniana

Alla fine dell'estate del 1930, comunque, nel quadro di una ripresa della repressione nei confronti dei vecchi dirigenti socialisti non bolscevichi, la Spiridonova venne però ricondotta a Mosca e di nuovo arrestata (così come anche Kamkov), con l'accusa di mantenere contatti illeciti con l'estero: venne quindi condannata ad altri tre anni di confino questa volta a Ufa, la capitale della Baschiria, condanna che venne poi rinnovata per altre due volte. A Ufa la Spiridonova condivideva un appartamento con il marito, il figlio adolescente di questi, il suocero ottantenne invalido, oltre ovviamente alla sempre presente Izmajlovič, alla Kachovskaja e a una zia molto anziana di quest'ultima. Il gruppo costituiva una sorta di "collettivo", la cui unica attività politica in senso lato era costituita dall'assistenza che veniva doverosamente prestata nei confronti dei vecchi compagni di partito inviati in esilio nella zona. Tale attività era svolta completamente alla luce del sole, ed era anche in certo senso fomentata dal ministero degli interni che continuava ad inviare ex-socialrivoluzionari di sinistra a Ufa. La Spiridonova lavorava alla pianificazione economica in una locale banca agricola, e considerava questo lavoro "come il suo modesto contributo all'edificazione del socialismo". Secondo la testimonianza resa dalla Kachovskaja in epoca krushoviana, il gruppo aveva avuto notizia delle persecuzioni staliniane, ma le aveva ricondotte a regolamenti di conti intestini al Partito Comunista, e non aveva quindi il minimo sospetto di poter essere in qualche modo coinvolto. Tuttavia, l'8 febbraio 1937 la polizia fece irruzione nell'appartamento, arrestando tutti i membri del "collettivo", con l'accusa di aver tentato di costituire un centro controrivoluzionario composto da tutti i vecchi gruppi e partiti oppositori dei bolscevichi, e di aver fatto preparativi per attentati terroristici contro la dirigenza della Repubblica della Baschiria.
La Spiridonova fu tenuta in isolamento a Ufa per sei mesi e sottoposta ad angherie e torture peggiori rispetto al trattamento che le era stato a suo tempo riservato dalla amministrazione carceraria zarista e da quella comunista nel 1918: per di più esse le apparivano finalizzate unicamente a spezzare la sua personalità, ad annientarla moralmente, «a costringerla - come affermò, a suo dire, un maggiorente comunista di Ufa - a chiedere, a mendicare il perdono, a trascinarsi, sì, a strisciare ai nostri piedi in modo che si possa farla finita con lei una volta per tutte.» Al che lei aveva risposto: «Voi mi potete ammazzare, avete il potere e il diritto legale di farlo, ma io morirò in piedi!» E in effetti, né lei, né le due vecchie compagne di prigionia accettarono di riconoscere alcuna colpa o di effettuare alcuna falsa delazione. Alla Spiridonova non fu però risparmiato il crollo invece del marito. Quando le annunciarono la confessione, le dissero che Majorov stava frignando come un poppante. «Majorov piangere? - si chiese la Spiridonova - Nei miei diciannov'anni con lui non lo avevo mai visto spargere una lacrima, e men che meno singhiozzare forte. "Che cosa gli avete fatto?".» Le risposero che lo avevano semplicemente minacciato di mandare per cinque anni in campo di lavoro sia il padre ultraottantenne invalido, sia il figlio allora appena diciottenne.
Nella speranza di potersi in qualche modo offrire come vittima sacrificale per salvare così i suoi compagni, la Spiridonova riuscì a farsi trasferire a Mosca, dove sperava di poter parlare con i responsabili del procedimento ai massimi livelli. Nella capitale, però, fu semplicemente spostata da una prigione all'altra ed ulteriormente umiliata e angariata. Fu così che il 13 novembre si decise a rivolgersi per scritto alla IV Sezione del Direttorio per la sicurezza interna (GUGB)  del Commissariato del popolo per gli affari interni (NKVD), in quello che Alexander Rabinowitch ha definito il suo "ultimo testamento".
Ovviamente, la lettera non ebbe alcun seguito e il processo si tenne finalmente, il 7 gennaio 1938, a porte chiuse, di fronte al Collegio Militare della Corte Suprema dell'URSS: dopo che la Spiridonova si fu protestata innocente di tutte le accuse mossele, furono letti alcuni stralci di quattro confessioni che la implicavano, tra cui quella di Majorov, dopodiché lei ribadì ancora la propria professione di non colpevolezza. Dopo una breve interruzione fu giudicata colpevole e condannata a venticinque anni di carcere, con perdita dei diritti civili per ulteriori cinque anni e la confisca di tutti i beni. «È improbabile - conclude Rabinowitch - che l'intero processo durasse più di mezz'ora.»
La Spiridonova fu inizialmente incarcerata a Jaroslavl', poi trasferita a Vladimir ed infine, dopo uno sciopero della fame, in un reparto di isolamento della prigione di Orël, quindi non lontano dai confini occidentali dell'URSS. Il 5 settembre 1941, mentre le truppe tedesche in avanzata si avvicinavano a Orël, l'NKVD, su ordine del nuovo ministro degli interni Lavrentij Pavlovič Berija, preparò un elenco di centosettanta prigionieri politici incarcerati nella prigione locale i quali avrebbero dovuto essere soppressi senza indugio per evitare il rischio che cadessero nelle mani degli invasori.  L'elenco, che includeva Spiridonova, Izmajlovič e Majorov, fu sottoposto all'attenzione di Stalin in persona, con la raccomandazione di Berija che fossero tutti fucilati «per aver condotto propaganda disfattista tra i carcerati e per aver progettato la fuga dalla prigione allo scopo di rinnovare le loro attività sovversive». Stalin, l'indomani, approvò e emise l'ordine esecutivo. Rabinowitch conclude con queste parole il suo saggio sull'«ultimo testamento»:
(Rabinowitch 1995, pp. 445-446.)

## Contro la pena di morte: l'«ultimo testamento»
La lettera che la Spiridonova scrisse all'NKVD (ministero dell'interno) il 13 novembre 1937 costituisce l'ultimo documento dell'esperienza politica e umana della rivoluzionaria. L'immagine che di lei si ricava dalla lettera è molto diversa da quella dell'estremista pazzoide (o, in quanto donna, isterica), che le fu affibbiata dalla «disinformazia» dei bolscevichi (ma non soltanto da loro, come già sopra accennato) e che poi le restò in qualche modo appiccicata. La lettera era in gran parte dedicata a smontare punto per punto, in modo quasi pedante, le accuse rivolte al gruppo di Ufa ed era indirizzata ad uno stato di cui l'autrice si considerava parte, par quanti limiti in esso potesse riscontrare: ella aveva «deposto le armi e cessato la lotta molto tempo prima». Si considerava, evidentemente, sconfitta dalla storia: le masse avevano seguito i bolscevichi e non c'era motivo di pensare, le leggi della sociologia lo rendevano inconcepibile, che oggi fosse possibile o necessario un loro sussulto violento contro il potere sovietico. Il partito dei socialisti rivoluzionari di sinistra era morto: perché un'organizzazione politica viva, occorre, secondo la Spiridonova, che essa sia connessa con le masse, e i socialisti rivoluzionari di sinistra avevano cessato di esserlo da tanto (il loro partito era "incurabilmente ammalato" già nel 1922 ed aveva esalato gli "ultimi rantoli della fine" nel 1923/1924).
Una rivoluzionaria battuta dalla storia, quindi, e una cittadina del nuovo stato sovietico, che partecipava alla costruzione del socialismo anche solo lavorando come pianificatrice in una banca di campagna, ma anche una persona tutta d'un pezzo, dalla schiena dritta, disposta a morire (e magari anche desiderosa di farlo), ma a testa alta e non strisciando ai piedi di qualche burocrate di partito. Una che non temeva di rinfacciare apertamente allo stato a cui aveva scelto di appartenere, le incongruenze gravissime che lo caratterizzavano. A partire dal trattamento inumano che avevano riservato ad una prigioniera come lei, sicuramente peggiore di quello ricevuto a suo tempo da parte dei carcerieri zaristi: siccome dai tempi del suo primo arresto e delle connesse violenze, aveva sviluppato una terribile fobia contro le perquisizioni intime, fino al 1937 le autorità, imperiali prima e sovietiche poi, le avevano risparmiato di ripetere una simile esperienza. Ora invece gliela avevano inflitta per spregio, non quotidianamente ma anche dieci volte al giorno, con un sorvegliante che le premeva una "mano sudata" sulla bocca per impedirle di gridare, mentre con l'altra le sollevava il corpo per facilitare l'ispezione nelle zone intime da parte di una virago che era specificamente addetta al suo servizio. Il suo giudizio sull'inaudita crudeltà del regime comunista era esplicitato, quasi en passant, anche in un altro punto della lettera. Tra le accuse che erano state formulate contro di lei, c'era quella di aver organizzato un attentato, poi abortito, contro le autorità della repubblica della Baschiria: a parte il dilettantismo delle modalità organizzative di tale presunto attentato, che offendevano profondamente l'onore professionale di una che gli attentati aveva saputo portarli a termine davvero (ivi compreso l'assassinio dell'ambasciatore tedesco Mirbach), la Spiridonova esponeva delle considerazioni di carattere generale che rendevano ormai impraticabile il terrorismo. E tra esse, ultima, ma non per importanza, la seguente:
Uno dovrebbe avere una gran bella fiducia in sé stesso e nella giustezza delle proprie tattiche (fiducia sconfinante nella megalomania) per indursi a sacrificare tante vite umane per la morte di uno o due funzionari o leader di alto rango. E chi sono io per pretendere di disporre della vita di centinaia di persone che vivono soltanto per una volta?
Una sola esperienza di questo tipo è sufficiente per rinunciare per sempre a simili metodi che non si possono più considerare terrorismo, solo fuga vigliacca dalla realtà e provocazione.»
(Marija Aleksandrovna Spiridonova, lettera alla IV Sezione del GUPB - NKVD - URSS, Mosca, 13 novembre 1937 (11. 90-92))
Le critiche non erano quindi sottaciute, tuttavia la Spiridonova si professava «un'amica migliore del potere sovietico di quanto non fossero decine di milioni di leali cittadini qualunque»: aveva già espresso il suo apprezzamento per la costituzione del 1936, non aveva mai preso posizione contro l'industrializzazione e approvava in pieno la collettivizzazione, era insomma sostanzialmente in accordo con la direzione verso cui il sistema stava marciando. «Sono della convinzione - scriveva, - che i vostri risultati siano superiori a quelli che avrei potuto conseguire io stessa». E tuttavia, un unico rilievo fondamentale di ordine generale nei confronti del sistema (arrivando perfino a tirare fuori il nome stesso di Stalin), non si sentiva di tacerlo, neanche in questo documento estremo che ella aveva scritto nella speranza di salvare la vita dei suoi compagni: e cioè il rifiuto radicale dei socialrivoluzionari di sinistra per la pena capitale.
Può essere ammissibile e necessario togliere la vita durante una guerra civile quando ci sono da tutelare i diritti della rivoluzione e della classe lavoratrice, ma solo se non ci sono proprio altri mezzi disponibili per farlo. Quando però esistono potenti strumenti di difesa quali abbiamo noi oggi, la pena capitale diventa un istituto del male che corrompe in mille modi chi ne fa uso.
Io penso sempre alla psicologia di migliaia di persone, a coloro che si occupano delle questioni tecniche, ai carnefici, ai componenti dei plotoni d'esecuzione, a coloro che accompagnano alla morte i condannati, penso alle squadre di soldati che sparano nella semioscurità sul prigioniero, legato, indifeso, mezzo delirante. Ciò non dovrebbe mai e poi mai essere permesso nel nostro paese. Noi abbiamo i fiori di melo nel nostro paese, abbiamo [...] scienza, arte, bellezza, abbiamo libri, abbiamo istruzione e assistenza sanitaria universalmente garantite, abbiamo il sole e i bambini da tirare su, abbiamo la verità. E insieme a tutto ciò abbiamo questa immensa zona buia in cui si commettono atti crudeli e sanguinosi. Quando esamino la questione, io penso spesso a Stalin, che è alla fin fine una persona intelligente, apparentemente interessata alla trasformazione delle cose e dei cuori. Come fa a non vedere che la pena di morte deve essere abolita?! Avete cominciato a usare questa pena di morte con noi SR di sinistra e dovreste smetterla con noi, restringendone il campo d'azione alla mia persona, che, come voi dite, non ha ancora deposto le armi. Ma alla pena di morte dovete porre fine. Io introdurrei anche misure correttive al sistema penale. La prassi carceraria in un paese socialista dovrebbe essere differente e diventare più umana. L'aspetto più terrificante della prigione è la riduzione della persona in oggetto [...]»
(Marija Aleksandrovna Spiridonova, lettera alla IV Sezione del GUPB - NKVD - URSS, Mosca, 13 novembre 1937 (11. 98-99))

### Informative
1. ↑  La Grande enciclopedia sovietica ad esempio non faceva alcuna menzione del suo nome né nella prima edizione, pubblicata tra 1926 e il 1947, né nella seconda, che vide invece la luce tra il 1950 e il 1958. Solo nella terza edizione (volume 24, 1976) le venne finalmente dedicato un breve schizzo biografico (Maxwell, p. 221).
2. ↑  La data esatta comunque era già in qualche modo trapelata dalle fonti sovietiche ufficiali (per esempio era riportata nell'Indice dei nomi, in V.I. Lenin, Opere scelte (a cura dell'Istituto di marxismo-leninismo presso il CC del PCUS), Mosca, Progress, s.d. (ma degli anni settanta), p. 803. Le vicende sino al confinamento a Ufa, inoltre, erano note a grandi linee tra gli esuli socialrivoluzionari, grazie alla corrispondenza della Spiridonova e delle compagne che durò ancora per qualche anno (Steinberg 1935, pp. 281 e ss.).
3. ↑  Secondo Bezberež'ev, in effetti, i primordi dell'attività rivoluzionaria della Spiridonova e la sua adesione ai socialrivoluzionari risalirebbero addirittura al biennio 1900-1901 quando aveva sedici anni o poco più.
4. ↑  Il terrorismo populista era culminato nel 1881 nell'uccisione dello zar Alessandro II ad opera dell'organizzazione Narodnaja volja ("La volontà del popolo").
5. ↑  Oltre che dell'«Organizzazione», la leadership centrale socialrivoluzionaria poteva disporre di strutture più piccole e snelle come le "cellule di combattimento" (boevoie družini) o i "distaccamenti volanti di combattimento" (letučie boevoie otrjadi), nonché di singoli individui. A livello provinciale, i comitati zonali del partito utilizzavano delle squadre locali di combattimento (come quella di cui faceva parte la Spiridonova) o, anche in questo caso, singoli votati alla morte (Geifman 1993, p. 58).
6. ↑  La lettera fu contemporaneamente pubblicata, in stralci, anche su «Naša žizn'», altra testata liberale della capitale (Boniece 2017, p. 93, nota 8).
7. ↑  La Spiridonova chiese che si tenesse sotto silenzio la sua storia con Vol'skij, fra l'altro già sposato, e anche le autorità locali, che ne erano a conoscenza, ritennero di mantenere inizialmente la riservatezza. Quando poi la cosa si riseppe, tutti ci videro un tentativo di infangare la figura virginale della rivoluzionaria.
8. ↑  Del resto, dopo l'impiccagione di Sof'ja L'vovna Perovskaja nel 1881 e dopo l'effetto disastroso che essa aveva avuto sull'immagine del regime, il governo russo aveva evitato con cura di mettere a morte donne per motivi politici. Avrebbe ricominciato, di lì a poco, nel mese di agosto, con l'esecuzione capitale di Zinaida Vasil'evna Konopljannikova (Boniece 2010¹, p. 187).
9. ↑  Secondo Anna Geifman anche il secondo torturatore, Ždanov, subì la stessa sorte nel mese successivo (Geifman 1993, p. 341, nota n. 78).
10. ↑  Per l'atteggiamento della stampa britannica si veda McDermid.
11. ↑  La malattia, che era stata una delle cause dell'abbandono prematuro del ginnasio, l'avrebbe poi afflitta per tutta la vita, con fasi di riacutizzazione nei momenti di maggiore stress esistenziale (Boniece 2010², p. 144).
12. ↑  Le altre componenti del gruppo erano (Boniece 2010¹, passim):
Anastasija Alekseevna Bicenko (1875-1938); 
Lidija Pavlovna Ezerskaja (1866-1915);
Revekka Moiseevna Fialka (1888-1975);
Aleksandra Adol'fovna Izmajlovič (1878-1941);
Marija Markovna Škol'nik (1885-1955).
13. ↑  Il distretto minerario si estendeva su una larga porzione della Transbaikalia, ben al di là dei confini dell'attuale distretto amministrativo (rajon) di Nerčinsk).
14. ↑  Sia il nuovo direttore della Nerčinskaja katorga, Mehtus, sia il direttore della colonia penale di Algači, Borodulin, che si era incaricato di effettuare comunque il trasferimento, caddero di lì a poco vittime degli attentati dei socialrivoluzionari che imputavano loro il grave incrudelimento delle condizioni carcerarie (Sukloff, p. 189, nota n. 10. Marie Sukloff era lo pseudonimo di Marija Markovna Škol'nik, l'unica del "Sestetto" che riuscì a fuggire, peraltro in modo spettacolare, dalla katorga nel 1911, poi stabilendosi per qualche anno negli Stati Uniti. Cfr. Maxwell, p. 221).
15. ↑  La Kachovskaja si sarebbe poi distinta anche nel terrorismo attivo, quale componente della cellula SR di sinistra che si incaricò con successo dell'uccisione del generale tedesco Hermann von Eichhorn, nel 1918, e poi per l'organizzazione di un attentato al generale bianco Denikin, l'anno dopo, che finì però nel nulla a causa del tifo che infierì all'ultimo momento sul gruppo. Della sua attività terroristica la Kachovskaja avrebbe tramandato un resoconto in un libretto uscito in Germania nel 1923 (Attentate auf Eichhorn und Denikin: Erinnerungen, Berlino, Verlag "Skythen").
16. ↑  L'anno indicato dalla Maxwell, per la precisione, è il 1961, ma a tale data la Kachovskaja risulta già deceduta ed avrebbe avuto settantaquattro anni. Si è quindi preferito retrodatare il tutto al 1959, quando l'interessata aveva effettivamente settantadue anni e si era già mossa per la riabilitazione delle sue compagne. Il testo della Kachovskaja, comunque, sotto il titolo originale di Zapiski i Zajavlenija, circolò probabilmente nella forma del samizdat e fu poi pubblicato nella rivista clandestina dei fratelli Žores e Roj Medvedev, Političeskij Dnevnik, stampata ad Amsterdam (Fondazione Alexander Herzen, n. 67, aprile 1970). L'articolo fu poi ripreso, sia pure non integralmente, con il titolo di Our Fate, nella raccolta a cura di Stephen F. Cohen indicata in bibliografia.
17. ↑  La sinistra riuscì ad eleggere un solo membro nel comitato centrale, il vecchio Mark Natanson (vedi infra), uno dei padri nobili del partito (Boniece 1995, p. 222).
18. ↑  I militanti del partito comunque furono tutt'altro che assenti: alcuni, ad esempio, operarono attivamente in quel Comitato militare rivoluzionario del Soviet di Pietrogrado che diresse il momento operativo armato delle giornate di Ottobre. Lo stesso presidente del Comitato, Pavel Evgen'evič Lazimir (1891–1920), era  «...uno di quei socialrivoluzionari di sinistra che già prima della rivoluzione marciavano in tutto e per tutto con i bolscevichi, senza prevedere sempre, per la verità, dove sarebbero arrivati.» ( Lev Trotsky, Storia della rivoluzione russa, II, Milano, Mondadori, 1972,  pp. 987-988.).
19. ↑  Sally Boniece riporta i giudizi formulati, sulla scarsa 'moralità' della Spiridonova, dalle due esponenti liberali Ariadna Tyrkova-Williams (1869–1962) e Zinaida Nikolaevna Gippius, ed in particolare le parole riferite con disgusto da quest'ultima alla candidatura della rivoluzionaria alla presidenza dell'Assemblea Costituente: «Questa sessuomane psicopatica, amichetta del comprovato agente provocatore Dekonskij, eleggibile per il manicomio - candidata ora come presidente dell'Assemblea Costituente!» Secondo la Boniece non si può stabilire con certezza la natura dei rapporti tra i due, ma la studiosa tende a considerare verosimile l'esistenza di una relazione sentimentale. Dekonskij sarebbe poi stato riconosciuto colpevole da un tribunale rivoluzionario sovietico agli inizi del 1918 (Boniece 2017, pp. 87-88).
20. ↑  Spesso riferita alla Conferenza dei delegati dei soviet contadini del novembre 1917 secondo l'indicazione fornita dalla New York Public Library, la foto fu invece scattata all'apertura dell'Assemblea Costituente secondo Rabinowitch 2007, p. 113.
21. ↑  Evidentemente la Spiridonova aveva in questo caso ritenuto di mettere da parte i propri princìpi, lei che solo pochi giorni prima aveva stigmatizzato i bolscevichi soltanto per aver osato sciogliere la duma cittadina di Pietrogrado senza la previa formale autorizzazione del Comitato Esecutivo dei Soviet (Rabinowitch 2007, p. 52).
22. ↑  Il nome della Spiridonova compare anche come ministro dell'assistenza sociale in pectore in una lista di governo preparata dal Sindacato dei ferrovieri (Vikžel), che conduceva le trattative e sosteneva strenuamente la coalizione di tutte le forze socialiste.
23. ↑  La Bicenko non avrebbe in seguito condiviso l'opposizione socialrivoluzionaria alla ratifica del trattato di pace, aderendo prima al nuovo Partito dei comunisti rivoluzionari, e poi, entro la fine del 1918, direttamente al Partito Comunista (bolscevico). Questo non le impedì, all'epoca delle grandi purghe, di essere giustiziata tre anni prima della Spiridonova.
24. ↑  Secondo l'impressione diretta ricavata da Emma Goldman durante il suo soggiorno con la Spiridonova, e pur non avendo ella ricevuto alcuna esplicita confidenza in proposito, è molto probabile che tra Marija Aleksandrovna e Kamkov esistesse all'epoca qualcosa di più che un semplice, per quanto profondo, rapporto di consonanza politica (L'épopée d'une anarchiste: New York 1886-Moscou 1920, Bruxelles, Éditions Complexe, 1984 e 2002, pp. 253-254, ISBN 2-87027-898-5).
25. ↑  Anche i due affidatari SR di sinistra della Spiridonova erano riparati all'estero.
26. ↑  Quando l'intera dirigenza comunista della Baschiria fu a sua volta arrestata, l'accusa per la Kachovskaja, ad esempio, fu tramutata nell'aver complottato per l'assassinio di Vorošilov (Rabinowitch 1995, p. 432, nota 33).
27. ↑  Rabinowitch 1995, pp. 444-445. Per il processo della Kachovskaja ci vollero sette minuti.
28. ↑  Tra cui Christian Georgievič Rakovskij e Olga Davidovna Bronstein, Kameneva da sposata (1883–1941), sorella di Trockij e moglie di Kamenev.
29. ↑  La traduzione utilizzata da Rabinowitch, "Medvedev Woods", non appare corretta: il nome Medvedevskij les fa verosimilmente riferimento alla parola medved' (orso) e non al cognome Medvedev.
30. ↑  Il testo originale in russo è disponibile online presso il sito web del Centro Sakharov di Mosca: «Проявите гуманность и убейте сразу…» : Письмо М. А. Спиридоновой ("Siate umani e ora ammazzatemi...": una lettera di M.A. Spiridonova). Il saggio di Rabinowitch sull'«ultimo testamento» della rivoluzionaria contiene larghi stralci della lettera tradotti in inglese. Quelli testualmente riportati nella presente voce sono tratti da tale saggio e ritradotti in italiano.
31. ↑  Lo storico Chamberlin ad esempio scriveva: «La personalità più spiccata era la passionale, isterica Marija Spiridonova» (Chamberlin, II: Gli esordi della «dittatura del proletariato, p. 30). Oliver Radkey per parte sua annotava: «Per quanto alcuni possano accusare la Spiridonova di irrealistico idealismo e altri di femminile isterismo...» (Radkey, The Agrarian Foes, p. 371). Ancor più recentemente Orlando Figes, pur dipingendo in generale gli SR di sinistra come una manica di illusi scriteriati che «giocavano...alla rivoluzione», riservava al discorso della Spiridonova del 6 luglio 1918 al Bol'šoj, la qualificazione di «isterico come al solito», o «characteristically hysterical» nell'originale inglese (Figes, pp. 758 e 761). Non può invece essere in questo caso annoverato tra i propalatori della «disinformazia» Lev Trockij, che, nella sua Storia della rivoluzione russa, pur considerando il ruolo della Spiridonova assolutamente insignificante, dedicò alla donna poche parole perfino affettuose: «... la piccola, delicata e coraggiosa Spiridovna...» (Milano, Mondadori, 1972, II, p. 1207). Sulla stessa linea l'anarchico Volin: «Era una rivoluzionaria tra le più sincere: piena di abnegazione, ascoltata, stimata» (La rivoluzione sconosciuta, Napoli RL, 1950; ristampa anastatica: Roma, Samonà e Savelli, 1970, p. 122).

### Bibliografiche
1. ↑  Cole, IV2, p. 445.
2. ↑  Cole, IV1, p. 209.
3. ↑  Cole, IV1, p. 219.
4. ↑  Stites, p. 313, nota 12.
5. ↑  Rabinowitch 1997, p. 182.
6. ↑  Bezberež'ev.
7. ↑  Boniece 2010¹, p. 179.
8. ↑  Enciklopediceskij slovar' Russkogo bibliograficeskogo instituta Granat, citato in Bezberež'ev.
9. ↑  Ternon, p. 166.
10. 1 2 3 4 5 6  Boniece 2010², pp. 127-151.
11. ↑  Geifman 1993, cap. 7: The Kadets and Terror, pp. 207-222; la citazione testuale è a pag. 212.
12. ↑  Marija Spiridonova s portretom i risunkami: s predisloviem ot Sojuza ravnopravija ženščin, Mosca, 1905 (la data è evidentemente errata; Patyk, pp. 204 e 209).
13. ↑  Knight, pp. 150 e ss.
14. ↑  Boniece 2010², p. 162, nota 108.
15. ↑  Geifman 2010, p. 110.
16. ↑  Introduzione, in Steinberg 1935, p. XX.
17. ↑  Boniece 1995, p. 80.
18. ↑  Steinberg, p. 52.
19. ↑  Boniece 1995, pp. 149-150.
20. ↑  Boniece 2010², pp. 149-150.
21. ↑  Citato da Boniece 2010², p. 150.
22. ↑  Geifman 1993, p. 224.
23. ↑  Steinberg 1935, pp. 81 e ss.
24. ↑  Lincoln, p. 279.
25. ↑  Lincoln, p. 278.
26. ↑  Cole, IV1, p. 206.
27. ↑  Maxwell, cap. 12, Political Heroines in the Gulag, pp. 306 e ss.
28. ↑  Steinberg 1935, pp. 141, 143, 149 e 150.
29. ↑  Maxwell, p. 282.
30. ↑  Boniece 1995, p. 204.
31. ↑  (RU) Yaroslav Victorovič Leont'ev, Zhanna d`Ark iz sibirskikh kolodnits [Giovanna d'Arco dai pozzi siberiani], in S.V. Kozačenko e A.A. Babij (a cura di), Kniga pamyati zhertv politicheskikh repressiy Krasnoyarskogo kraya [Libro di memoria delle vittime della repressione politica del territorio di Krasnojarsk], 9 (Х-Я), Krasnojarsk, Offset Krasnojarsk, 2010,  pp. 12–30, ISBN 978-5-901533-65-9.
32. ↑  Jackson, Devlin, p. 547.
33. ↑  Boniece 2017, pp. 79-80; Rabinowitch 1995, p. 425.
34. ↑  Steinberg, pp. 156-157.
35. ↑  Boniece 2017, p. 82 e passim.
36. 1 2 3 4  Rabinowitch 1995, p. 425.
37. ↑  Boniece 2017, p. 82.
38. ↑  Boniece 1995, pp. 230-236.
39. ↑  Knight, p. 158; Radkey, p. 370.
40. ↑  Boniece 1995, pp. 241-242.
41. ↑  Boniece 1995, pp. 251-255.
42. ↑  Rabinowitch 2007, p. 52.
43. ↑  Boniece 1995, pp. 258-262 e 279.
44. 1 2  Boniece 1995, p. 318.
45. ↑  Pipes, pp. 534-535.
46. ↑  Giovanni Codevilla, Dalla rivoluzione bolscevica alla Federazione Russa: Traduzione e commento dei primi atti normativi e dei testi costituzionali, Milano, Franco Angeli, 1996, pp. 20 e 21 ISBN 8820495317.
47. ↑  Rabinowitch 2007, p. 284.
48. ↑  Maxwell, p. 221.
49. ↑  Knight, p. 158.
50. ↑  Kowalski 1991, pp. 60 e ss.
51. ↑  Boniece 1995, pp. 391 e 398.
52. ↑  Kowalski 1998, p. 6.
53. ↑  Boniece 1995, p. 405.
54. ↑  Boniece 1995, p. 444.
55. ↑  Boniece 1995, p. 444; Rabinowitch 2007, p. 286.
56. ↑  Rabinowitch 2007, cap. 11, The Suicide of the Left SRs, pp. 283-309.
57. ↑  Rabinowitch 1995, pp. 427-428.
58. ↑  Chamberlin, II: Gli esordi della «dittatura del proletariato», capitolo: Terrore, rosso e bianco, pp. 293 e ss.
59. ↑  Steinberg 1935, pp. 234-238.
60. ↑  Kowalski 1998, p. 8.
61. 1 2  Rabinowitch 1995, pp. 428-429.
62. ↑  Steinberg 1935, p. 241.
63. ↑  Steinberg 1935, pp. 247-248.
64. ↑  Goldman, pp. 61-62.
65. ↑  Steinberg 1935, pp. 265-273.
66. 1 2  Rabinowitch 1995, p. 430.
67. ↑  Steinberg 1935, pp. 292-295.
68. ↑  Steinberg 1935, p. 295.
69. ↑  Rabinowitch 1995, pp. 430 e 431.
70. ↑  Rabinowitch 1995, p. 433.
71. ↑  Rabinowitch 1995, p. 438.
72. 1 2  Rabinowitch 1995, pp. 431 e ss.
73. ↑  Rabinowitch 1995, p. 441.
74. ↑  Rabinowitch 1995, p. 442.
75. ↑  Rabinowitch 1995, p. 432.
76. ↑  Rabinowitch 1995, pp. 439-440.
77. 1 2  Rabinowitch 1995, p. 443.
78. ↑  Rabinowitch 1995, p. 439.
79. ↑  Rabinowitch 1995, pp. 443-444.